# ありす IN WONDERLAND
『ありす IN WONDERLAND』（ありす イン ワンダーランド）は、高河ゆんによる日本の漫画作品。
同作者による漫画『マインドサイズ』のイメージアルバムに、『ありす IN WONDERLAND』のイメージミュージックも収録されている。

## あらすじ
夢の島（ワンダーランド）にある夢の城（ワンダーキャッスル）の当主ルイス・キャロル王子は婚期を迎え、お妃探しの名目で、犬の姿に変身し人間界を訪れた。そこで犬好きの仙道ありすと出会い、捨て犬として拾われ飼われ始める。ルイスは人間と犬の姿を使い分けながら2つの世界を往復する生活が始まる。やがて2人は強く惹かれ合い、結婚を望むようになっていく。副題は以下。
1. 誘惑
2. 溺愛
3. 体験
4. 結婚（単行本未収録）
5. ありす最後の冒険

## 登場人物
仙道 ありす （せんどう ありす）
女子高生。愛犬家で犬を25匹も飼っている。犬の姿になって人間界に来たルイス・キャロルを、正体を知らずに拾い、飼い始める。人間の姿の彼に恋をしたものの、結婚するには幾人ものお妃候補から選ばれなくてはならなかった。そのため、ワンダーランドで行われるルイス・キャロルへの贈り物を競う儀式に臨んだ。家のタンスがワンダーランドがつながっている。
ルイス・キャロル
ワンダーランドの王子で、ワンダーキャッスルの207代目当主。お妃を探すために人間界へ向かう。魔女マゼンダの魔法により犬の姿になって候補を探していたところ、ありすに拾われる。決して明かしてはならない本当の名前を迂闊にありすに名乗ったことから、完全な人間に戻るためには、彼女と結婚しなければならなくなった（短時間だけ人間に戻ることは可能）。
マゼンダ
ワンダーキャッスルの魔女。人間を犬の姿にするなど、多様な魔法を使うことが出来る。ジョーカーに好意を抱いている。ありすが白雪姫と決闘するために、呪いの剣を渡す。
ジョーカー
ワンダーキャッスルの親衛隊長。ルイス・キャロルのお目付役。
マーガレット
ルイス・キャロルの1番目の妃候補。
ジョゼフィン
ルイス・キャロルの2番目の妃候補。
エリザベス
ルイス・キャロルの3番目の妃候補。
エイミ
ルイス・キャロルの4番目の妃候補。
小暮 直美 （こぐれ なおみ）
仙道ありすの同級生。両親の離婚がきっかけとなり、不登校を続けている。マゼンダとの取り引きに自分の持つ最も美しいものを差し出し、朝を奪う魔法をワンダーランドにかけた。そのせいでワンダーランドは夜が明けず、城以外が暗闇に閉ざされた国となる。
白雪姫 （しらゆきひめ）
ずっと昔からルイス・キャロルのことが好きだった。ありすからルイス・キャロルを奪うため、七匹の子ヤギさん達に彼を誘拐させ、自分の所へ連れて来させた。ワンダーランド最強の剣術家である。
七匹の子ヤギさん達
白雪姫の弟子達。首に鈴を付けた同じ顔形の7人の男。白雪姫から剣術を直伝されており、とても強い。
ナイアガラ
魔法使い。白雪姫に「不死の呪い」を売った。「不死の呪い」により千年の眠りにあるルイス・キャロルの夢の中で、ルイス・キャロルが「最後の指輪」を手に入れるまで外れない指輪を彼に付ける。ハートの女王のことが好き。

## モチーフとした作品
- 『不思議の国のアリス』ルイス・キャロル
- 『若草物語』ルイーザ・メイ・オルコット
- 『ラプンツェル』グリム童話
- 『白雪姫』グリム童話
- 『狼と七匹の子山羊』グリム童話
- 『アーサー王物語』
- 『眠れる森の美女』
- 『指輪物語』J・R・R・トールキン

## 書誌情報
高河ゆん『ありす IN WONDERLAND』〈光文社・VCシリーズ〉既刊2巻
1. ISBN 978-4-334-80258-5
2. ISBN 978-4-334-80192-2